# MasterChef
„Мастършеф“ (на английски: MasterChef) е кулинарно риалити предаване. В България и в ефира на bTV стъпва за първи път на 3 март 2015 г.
Кастингите за шоуто започват през декември 2014 г. със задачата да намерят най-добрите любители готвачи в страната, чийто талант, креативност, отдаденост, технически умения и страст към храната ще променят живота им завинаги.
Любители готвачи без ограничения във възрастта и произхода, с любов към кулинарията и мечта за кариера в нея, се сблъскват с жури от трима забавни и много взискателни професионалисти. Най-добрият състезател ще стане притежател на титлата „MasterChef“ на България и наградата от 100 000 лв.
Телевизионният формат е продуциран в повече от 34 държави. Следен е от над 200 млн. зрители. Шоуто е превърнало повече от 100 любители готвачи в професионалисти.
В България първите четири сезона bTV продуцира съвместно с компанията Constantin Entertainment, а след това „MasterChef“ се реализира самостоятелно от телевизията. „MasterChef“ се представя по света от Shine International – звеното за продажби и дистрибуция на Shine Group, и е базиран на оригиналния формат на Франк Родам.

## Сезони
| Сезон | ТВ канал | ТВ сезон      | Епизоди | Старт             | Финал           | Излъчване                           | Победител             | Награда     | Продуценти                     |
| ----- | -------- | ------------- | ------- | ----------------- | --------------- | ----------------------------------- | --------------------- | ----------- | ------------------------------ |
| 1     | bTV      | 2015 (пролет) | 40      | 3 март 2015       | 2 юни 2015      | вторник – четвъртък, 21:30 – 22:30  | Симеон Червенков      | 100 000 лв. | bTV и Constantin Entertainment |
| 2     | bTV      | 2016 (пролет) | 42      | 1 март 2016       | 1 юни 2016      | понеделник – сряда, 21:30 – 22:30   | Севда Димитрова       | 100 000 лв. | bTV и Constantin Entertainment |
| 3     | bTV      | 2017 (пролет) | 28      | 27 февруари 2017  | 30 май 2017     | понеделник и вторник, 21:00 – 22:30 | Божана Кацарова       | 100 000 лв. | bTV и Constantin Entertainment |
| 4     | bTV      | 2018 (пролет) | 28      | 26 февруари 2018  | 29 май 2018     | понеделник и вторник, 21:00 – 22:30 | Станислав Райчев      | 100 000 лв. | bTV и Constantin Entertainment |
| 5     | bTV      | 2019 (пролет) | 28      | 25 февруари 2019  | 28 май 2019     | понеделник и вторник, 21:00 – 22:30 | Радка Булман          | 100 000 лв. | Продукция на bTV               |
| 6     | bTV      | 2020 (пролет) | 8       | 24 февруари 2020  | 17 март 2020    | понеделник и вторник, 21:00 – 22:30 | Ивайло Спасов         | 100 000 лв. | Продукция на bTV               |
| 6     | bTV      | 2020 (пролет) | 8       | 24 март 2020      | 12 май 2020     | вторник, 21:00 – 22:30              | Ивайло Спасов         | 100 000 лв. | Продукция на bTV               |
| 6     | bTV      | 2020 (есен)   | 13      | 13 септември 2020 | 6 декември 2020 | неделя, 20:00 – 21:30               | Ивайло Спасов         | 100 000 лв. | Продукция на bTV               |
| 7     | bTV      | 2021 (пролет) | 28      | 23 февруари 2021  | 26 май 2021     | вторник и сряда, 21:00 – 22:30      | Мария Жекова          | 100 000 лв. | Продукция на bTV               |
| 8     | bTV      | 2023 (есен)   | 26      | 8 септември 2023  | 2 декември 2023 | петък и събота, 20:00 – 22:00       | Марианна Александрова | 100 000 лв. | Продукция на bTV               |

## Жури
| Жури (както стоят) | Жури (както стоят)    | Жури (както стоят) | Жури (както стоят) |
| ------------------ | --------------------- | ------------------ | ------------------ |
| 1                  | Андре Токев           | Виктор Ангелов     | Петър Михалчев     |
| 2                  | Андре Токев           | Виктор Ангелов     | Петър Михалчев     |
| 3                  | Андре Токев           | Виктор Ангелов     | Петър Михалчев     |
| 4                  | Лео Бианки            | Андре Токев        | Петър Михалчев     |
| 5                  | Силвена Роу           | Андре Токев        | Петър Михалчев     |
| 6                  | Силвена Роу           | Андре Токев        | Петър Михалчев     |
| 7                  | Силвена Роу           | Андре Токев        | Петър Михалчев     |
| 8                  | Александър Таралежков | Илиан Кустев       | Явор Сарафов       |

## Първи сезон

### Участници
- Финално класиране:
- 1. Симеон Червенков (33)
- 2. Елена Петрелийска (26)
- 3. Аврам Големечков (29)
- 4. Боян Павлов (31)
- 5. Стефан Стефанов (33)
- 6. Мариела Нордел (46)
- 7. Каролина Рибейра (28)
- 8. Диляна Танева (22)
- 9. Стефани Младенова (22)
- 10. Кристина Ранкова (55)
- 11. Ву Нгуен (31)
- 12. Дарин Стойков (40)
- 13. Петър Михалев (31)
- 14. Юлияна Ангелова (28)
- 15. Нина Малакова (42)
- 16. Таня Колева (32)

## Втори сезон

### Участници
- Финално класиране:
- 1. Севда Димитрова (39)
- 2. Евгени Йорданов (33)
- 3. Йоана Тодорова (31)
- 4. Калоян Денков (29)
- 5. Георги Ангелов (30)
- 6. Елизабет Желязкова (24)
- 7. Цветелина Димитрова (39)
- 8. Мая Димитрова (31)
- 9. Лъчезар Калчев (24)
- 10. Любо Рохов (34)
- 11. Весела Георгиева (27)
- 12. Димитрия Димитрова (52)
- 13. Събин Събчев (42)
- 14. Милена Димитрова (41)
- 15. Махсун Халим (24)
- 16. Моника Стоянова (23)

## Трети сезон

### Участници
- Финално класиране:
- 1. Божана Кацарова (27)
- 2. Димитър Димитров (30)
- 3. Росица Иванова (25)
- 4. Иван Киров (50)
- 5. Виктория Гурова (26)
- 6. Стелиан Куку (29)
- 7. Цветомир Савчев (30)
- 8. Петър Киров (34)
- 9. Ася Дюлева (19)
- 10. Веселина Вълкова (43)
- 11. Антон Бахчеванов (37)
- 12. Костадин Шанков (32)
- 13. Теодора Генкова (51)
- 14. Карина Попова (33)
- 15. Екатерина Цекова (42)
- 16. Станислава Калайджиева (23)
- 17. Красимир Вакрилов (37)
- 18. Емилио Морел (50)
- 19. Георги Стефановски (28)
- 20. Миглена Борисова (36)
- 21. Кристиян Матев (30)

## Четвърти сезон

### Участници
- Финално класиране:
- 1. Станислав Райчев (32)
- 2. Цветомира Ванчева (30)
- 3. Николай Немигенчев (30)
- 4. Лъчезара Павлова (23)
- 5. Кольо Минчев (33)
- 6. Йорданка Райкова (38)
- 7. Махмуд Ал Байруми (38)
- 8. Кристиана Лазарова (26)
- 9. Даниел Радойков (35)
- 10. Аспарух Камбуров (36)
- 11. Михаела Костадинова (28)
- 12. Николай Попов (23)
- 13. Савина Николова (24)
- 14. Гергана Хемминга (35)
- 15. Цветанка Славкова (41)
- 16. Станислав Георгиев (25)
- 17. Валерия Докузова (28)
- 18. Снежана Кипрова (42)
- 19. Милена Иванова (48)
- 20. Миряна Петрова (28)
- 21. Събина Косева (56)

## Пети сезон

### Участници
- Финално класиране:
- 1. Радка Булман (37)
- 2/3. Николай Бойков (24)
- 2/3. Лора Капустина (26)
- 4. Добрин Каранлъков (33)
- 5. Kрасимира Кръстева (36)
- 6. Емануел Июджи (26)
- 7. Рори Милър (36)
- 8. Tаня Попова (40)
- 9. Сияна Йорданова (32)
- 10. Олег Ефремов (33)
- 11. Огнян Ганчев (53)
- 12. Стефан Желязков (28)
- 13. Kатерина Зекмановска (41)
- 14. Даниела Енева (33)
- 15. Ваня Рахнева (45)
- 16. Кристина Нгуен (29)

## Шести сезон
Последният епизод от пролетта за шести сезон на „MasterChef България“ е излъчен на 12 май 2020 г., като продължението е на 13 септември 2020 г. През лятото на сайта на предаването започва излъчване на MasterChef@Home. В тази онлайн поредица актрисата Катерина Евро и нейната внучка Кати влизат в ролята на участниците и приготвят различни любими ястия. Първият епизод е на 6 юли 2020 г.

### Участници
- Финално класиране:
- 1. Ивайло Спасов (37)
- 2. Виолина Маринова (32)
- 3. Димитър Тончев (20)
- 4. Красимир Низамов (34)
- 5. Николай Маджаров (50)
- 6. Елени Александрова (28)
- 7. Неда Соколовска (38)
- 8. Добромир Ганчев (42)
- 9. Петя Карабойчева (32)
- 10. Куин Чан (26)
- 11. Мартин Методиев (26)
- 12. Теодора Бонева (43)
- 13. Линда Петкова (40)
- 14. Кристина Казакова (31)
- 15. Анна Стефанова (35)
- 16. Александър Андров (29)

## Седми сезон
На 23 февруари 2021 г. стартира седми сезон на „MasterChef България“ по bTV. Кулинарното състезание се излъчва два пъти седмично в праймтайма на bTV – всеки вторник и сряда от 21:00 до 22:30 часа. Надпреварата за най-добър хоби готвач на България и наградата от 100 000 лв. печели Мария Жекова по професия фотограф.

### Участници
- Финално класиране:
- 1. Мария Жекова (27)
- 2. Мартин Банков (32)
- 3. Стилиян Желязков (31)
- 4. Теодор Колев (21)
- 5. Нела Тинчева (37)
- 6. Цветелина Томиъм (39)
- 7. Александър Петров (41)
- 8. Мая Зухди (32)
- 9. Виктория Капитонова (25)
- 10. Константин Таквор (31)
- 11. Лидия Петкова (50)
- 12. Анна Стойкова (30)
- 13. Александър Александров (18)
- 14. Диана Бояджиева (62)
- 15. Павел Тодоров (34)
- 16. Елиас Абуд (30)
- 17. Димитър Котев (20)
- 18. Борислава Славова (26)
- 19. Пламена Георгиева (29)
- 20. Нели Папазян (44)
- 21. Гергана Баева (40)

## Осми сезон

### Участници
- Финално класиране:
- 1. Марианна Александрова (32)
- 2/3. Осман Пенд (27)
- 2/3. Биляна Стамова (37)
- 4. Мелят Емин (27)
- 5. Лора Асенова (28)
- 6. Петя Маноилова (31)
- 7. Даниела Райкова (35)
- 8. Тоби Димова (28)
- 9. Виктор Анчев (27)
- 10. Валентина Найденова (27)
- 11. Евтим Стоянов (36)
- 12. Росица Янчева (30)
- 13. Александър Колев (32)
- 14. Биляна Чакърова (38)
- 15. Христо Божидаров (34)
- 16. Димитър Лазаров (61)
- 17. Мартин Бенямин (35)
- 18. Живко Желязков (22)
- 19. Иван Черешаров (22)
- 20. Назик Авакян (22)
- 21. Мария Банатска (72)
- 22. Боян Петров (44)
- 23. Радостин Тодоров (36)
- 24. Тоня Благоева (38)